# Richard Liebreich
Richard Liebreich, född 30 juni 1830 i Königsberg (nuvarande Kaliningrad), död 19 januari 1917 i Paris, var en tysk oftalmolog; bror till Oscar Liebreich.
Liebreich blev medicine doktor i Halle an der Saale 1853 och var 1854–62 assistent på Albrecht von Graefes klinik i Berlin. Han bosatte sig som ögonläkare i Paris 1862, men på grund av fransk-tyska kriget flyttade han 1870 till London, där han snabbt blev ögonläkare vid Saint Thomas Hospital, och trots att han inte var någon särskilt framstående operatör, fick han snart en omfattande praktik. Efter att ha lämnat denna, levde han i många år i Paris, sysselsatt med studier över äldre konst, särskilt dess tekniska sida. 
Liebreich uppfann en ögonspegel och skrev mycket. Berömd är Atlas der Ophthalmoskopie (1863, flera upplagor), det första med kolorerade avbildningar av det inre ögats sjukliga förändringar. Vidare skrev han Eine neue Methode der Kataraktextraction (1872), On the Use and Abuse of Atropin (1873) och Clinical Lecture on Convergent Squint (1874).